# 卡姆亞涅-斯盧昌西克
51°13′2″N 26°48′1″E / 51.21722°N 26.80028°E
卡姆亞涅-斯盧昌西克（烏克蘭語：Кам'яне-Случанське）是位於烏克蘭西部里夫內州裏薩爾內區的村莊，始建於1545年，面積1.709平方公里，海拔高度159米，人口1,390。